# صابرين
صابرين (4 أكتوبر 1967 -)، ممثلة مصرية.

## عن حياتها
تربطها علاقة قرابة من ناحية الجدات بالفنانة نعيمة عاكف. وقد نشأت في أسرة عاكف المشهورة بألعاب السيرك، ولقد بدأت التمثيل وهي في سن الرابعة وذلك من خلال أدوار صغيرة، بعد ذلك كان لها تجارب عديدة مع الغناء وذلك في سن الثانية عشرة من عمرها، درست في كلية الآداب قسم فلسفة، ولكنها تفرغت للتمثيل واشتهرت بأدوارها المتعددة في شبابها واشتهرت في بعض من الأعمال السينمائية والتلفزيونية، وفي عام 1999 أسند إليها تقديم شخصية المطربة أم كلثوم في مسلسل يروي حياتها الشخصية والذي حمل عنوان أم كلثوم، ورغم أنها حققت خلال المسلسل نجاحا كبيرا لكنها قررت اعتزال التمثيل وارتدت الحجاب ثم تفرغت لتقديم بعض البرامج الدينية، وفي عام 2006 قررت العودة للعمل الفني وذلك بمشاركتها في مسلسل كشكول لكل مواطن، واستمرت من بعده بالعمل الفني.

### حياتها الأسرية
كانت متزوجة من رجل الأعمال ياسر عبد اللطيف، وأنجبا ابنهما «نور» لكنهما تطلقا واشيع أن سبب الطلاق هو رفضه لارتدائها الحجاب. تزوجت بعدها بفترة
من طارق صادق وأنجبا يوسف وعلي وبعد طلاقها تزوجت من المنتج اللبناني عامر الصباح في عام 2024.

## أعمالها

### الأفلام
- 1975: حب أحلى من الحب
- 1976: ملك التاكسي
- 1977: سونيا والمجنون
- 1984: وصية زوجتي
- 1985: تحت السطح الهادي
- 1986: مدافن مفروشة للإيجار
- 1986: بئر الأوهام
- 1986: البنات والمجهول
- 1987: حارة الجوهري
- 1987: ثمن الغربة
- 1987: العرضحالجي في قضية نصب
- 1987: البيات الشتوي
- 1987: الأونطجية
- 1988: غرام الأفاعي
- 1988: صائد الأحلام
- 1988: بنت الباشا الوزير
- 1988: أنا والعذاب وهواك
- 1988: المزيكاتي
- 1988: اغتيال مدرسة
- 1988: أصدقاء الشيطان
- 1988: اخترت حياتي
- 1989: لست قاتلا
- 1989: أولاد حظ
- 1989: العميل رقم 13
- 1989: إحنا اللى سرقنا الحرامية
- 1990: مغامرات رشا
- 1990: قسمة ونصيب
- 1990: العذراء والعقرب
- 1990: احتيال
- 1991: يا ناس يا هووه
- 1991: تحت الربع
- 1992: درب البهلوان
- 1993: فرسان آخر زمن
- 1993: اللعب مع الأشرار
- 1993: 131 أشغال
- 1994: ليه يا دنيا
- 1994: سواق الهانم
- 1996: الغاضبون
- 2016: لف ودوران
- 2016: الماء والخضرة والوجه الحسن
- 2018: تراب الماس
- 2021: 200 جنيه

### المسلسلات
- 1982: ليلة القبض على فاطمة
- 1985: يوميات نائب في الأرياف
- 1985: المحروسة 85
- 1986: وكسبنا القضية
- 1986: فرفشة
- 1986: عطش السنين
- 1986: رحلة السيد أبو العلا البشري
- 1986: المكتوب على الجبين
- 1988: اللقاء الثاني
- 1989: موعد مع الغائب
- 1989: دعوة للحياة
- 1990: هي وغيرها
- 1990: السبنسة
- 1990: الدنيا وردة بيضاء
- 1991: ضمير أبلة حكمت
- 1991: رحلة أبو الوفا
- 1992: وما زال النيل يجري
- 1992: ليالي الحلمية (ج4)
- 1992: علي عليوة
- 1994: هالة والدراويش
- 1994: لعبة كل بيت
- 1994: الوصي
- 1995: ليالي الحلمية (ج5)
- 1995: شحتوت في بيروت
- 1996: حارة المحروسة
- 1996: الرجل والليل
- 1997: هوانم جاردن سيتي (ج1)
- 1997: شيء من الحنان
- 1997: سنوات الغربة
- 1997: جمهورية زفتى
- 1997: أهالينا
- 1998: عريس بالصدفة
- 1999: أم كلثوم
- 2000: حديقة الشر
- 2006: كشكول لكل مواطن
- 2008: الفنار
- 2009: العمدة هانم
- 2010: شيخ العرب همام
- 2010: سامحني يا زمن
- 2010: إحلم ولا يهمك[3]
- 2011: وادي الملوك
- 2011: لحظة ميلاد
- 2012: ورد وشوك
- 2013: نظرية الجوافة
- 2013: الشك
- 2014: دكتور أمراض نسا
- 2015: أوراق التوت
- 2016: أفراح القبة
- 2017: الجماعة (ج2)
- 2019: فكرة بمليون جنيه
- 2019: أفراح إبليس (ج2)
- 2020: ليالينا 80
- 2020: خط ساخن
- 2021: كله بالحب
- 2022:أعمل إيه
- 2022: الحلم
- 2024: مسار إجباري[4]

### المسرحيات
- 1986: الأميرة الحسناء (أداء صوتي)
- 1987: عصفور عقله طار
- 1988: الشحاتين
- 1993: على بلاطة
- 1995: حمري جمري
- 2010: خالتي صفية والدير

### المسلسلات الإذاعية
- 2007: الخطيئة والحجر
- 2009: لا أملك إلا نفسي
- 2009: عوام على بر الهوى

### الفوازير
- 1988: المناسبات

## وصلات خارجية
- صابرين على موقع IMDb (الإنجليزية)
- صابرين على موقع الدهليز
- صابرين على موقع قاعدة بيانات الأفلام العربية
- صابرين على موقع قاعدة بيانات الفيلم (الإنجليزية)